# Deutsche Genbank Obst
Die Deutsche Genbank Obst (DGO) ist ein dezentral organisiertes Netzwerk zum Erhalt alter Obstsorten. Sie besteht aus juristischen und natürlichen Personen, die nach außen unter einem gemeinsamen Logo auftreten. Die Netzwerkpartner unterstützen sich dabei gegenseitig bei der Sortimentserhaltung und dem Sammlungsmanagements durch gemeinsame Schulungen und Weiterbildungen sowie eine gemeinsame Öffentlichkeitsarbeit.
Mit der Einrichtung der Deutschen Genbank Obst setzt die Bundesrepublik Deutschland das Nationale Fachprogramm zur Erhaltung und nachhaltigen Nutzung pflanzengenetischer Ressourcen landwirtschaftlicher und gartenbaulicher Kulturpflanzen von 2002 um. Die Koordinierungsstelle der Deutschen Genbank Obst ist das Institut für Züchtungsforschung an Obst am Bundesforschungsinstitut für Kulturpflanzen in Dresden-Pillnitz (Julius Kühn-Institut).
Innerhalb der DGO bestehen Genbanknetzwerke für die Obstarten Äpfel, Erdbeeren, Süß- und Sauerkirschen. Netzwerke für die Obstarten Pflaume, Beerenobst, Wildobst und Birnen sind in Planung.

## Ziele
Die Deutsche Genbank Obst soll die Aktivitäten verschiedener Institutionen koordinieren, die sich für die Erhaltung genetischer Ressourcen der Obstarten einsetzen. Dabei sollen Obstsorten gesammelt und in wissenschaftlicher, langfristig gesicherter, nachhaltiger und kosteneffizienter Weise erhalten werden. Besonderes Augenmerk wird dabei auf deutsche Sorten inklusive Neuzüchtungen, auf Sorten mit soziokulturellem, lokalem oder historischem Bezug zu Deutschland sowie Sorten mit für Forschungs- und Züchtungszwecke wichtigen obstbaulichen Merkmalen gelegt. Der Echtheitsüberprüfung der Obstsorten kommt dabei eine wichtige Rolle zu. Diese erfolgt zum einen durch pomologische Begutachtung der erhaltenen Sorten sowie durch molekulargenetische Analysen.
Ein weiteres Ziel der Deutschen Genbank Obst ist die Förderung der Nutzung der erhaltenen Obstsorten. Dies soll durch die obstbauliche Prüfung und Charakterisierung, die bundesweite Inventarisierung und Dokumentation sowie durch die Bereitstellung von Vermehrungsmaterial an Dritte erreicht werden.

## Sammlungserhaltende Partner
Die Sortensammlung der Deutschen Genbank Obst besteht aus den Teilsammlungen der beteiligten sammlungserhaltenden Netzwerkpartner. Sammlungshaltende Partner sind Bundes- und Landeseinrichtungen, Landkreise, Kommunen aber auch Vereine und Einzelpersonen. Die Partner verpflichten sich freiwillig dazu, ihre Sammlungen zu erhalten, zu evaluieren und zu dokumentieren sowie Vermehrungsmaterial für Dritte bereitzustellen.
Sammlungserhaltende Partner sind:
- Institut für Züchtungsforschung an Obst (ZO) am Julius Kühn-Institut (JKI) – Bundesforschungsinstitut für Kulturpflanzen, Dresden-Pillnitz
- Bundesanstalt für Landwirtschaft und Ernährung, Bonn
- Bundessortenamt, Hannover
- Gemeinde Hagen am Teutoburger Wald
- Kyffhäuserkreis
- Landesanstalt für Landwirtschaft, Forsten und Gartenbau Sachsen-Anhalt, Bernburg
- Landesbetrieb Landwirtschaft Hessen, Kassel
- Stadt Witzenhausen
- Kompetenzzentrum Obstbau-Bodensee, Ravensburg
- Landwirtschaftliche Lehranstalten Triesdorf, Weidenbach
- NABU-Naturschutzstation Haus Wildenrath e.V., Wegberg
- Technische Universität München, Fachgebiet für Obstbau, Freising
- Landesamt für Umwelt, Landwirtschaft und Geologie Sachsen, Dresden Pillnitz
- Baumschule Hermann Cordes, Holm/Holstein
- Hans-Joachim Bannier, Bielefeld
- Oberlausitz-Stiftung, Ostritz